# Universitat de Càller
La Universitat de Càller és una universitat estatal italiana fundada l'any 1607 que inicià oficialment el seu funcionament el 1626. L'any 2016 hi havia 31.102 estudiants inscrits.

## Història

### Fundació
El parlament sard va demanar tenir una universitat a la capital per augmentar l'oferta d'instrucció i evitar als ciutadans els inconvenients de costosos desplaçaments vers les universitats del continent, sobretot a les de Pisa, Bolonya i Salamanca. Va ser en els primers anys de 1600 que l'acció dels estaments de la societat, amb l'ajuda de l'arquebisbe de Càller monsenyor Francisco de Esquivel, es va obtenir la constitució de la universitat a Càller: en el 1606 el papa Pau V va emetre la butlla papal i el 1620 es va aconseguir el privilegi per la fundació per part de Felip III d'Espanya.
Així, l'any 1626 van començar les activitats de la Universitas Studiorum Caralitana.
El Studium general, nom que es donava al que són ara les universitats, va ser inicialment creat amb quatre facultats: Teologia, Lleis, Medicina i Filosofia, amb el curs d'Arts preliminar als quatre anteriors.

### L'escut
L'escut de la universitat ve de la seva situació geogràfica i del patronatge sota el qual ha estat posat a la seva fundació, és a dir Maria i els sants sards Hilari, papa, i Lucífer i Eusebi, bisbes.
De forma rodona, amb el fons roig i blau, colors de la ciutat de Càller. A la part superior es reprodueix l'escut del regne, a la dreta, i de la capital, a l'esquerra, representació de la Madonna a la part superior; abaix, la mitra de sant Lucífer amb la lletra L, la tiara de sant Hilari amb la lletra H (Hilarius) i la mitra de sant Eusebi amb la lletra E; sota les dues mitres, en posició de banda i barra, una fèrula de dos braços i un bàcul pastoral.

### La reforma piemontesa
Amb l'arribada dels piemontesos a la segona meitat del Segle xviii, Carles Manuel III de Savoia-Carignano va aprovar posteriorment de fer les primeres ampliacions al Castell de Càller, per fer-ne un nou palau on radicar la Universitat. La construcció finalitzà i va ser inaugurat el 1r de novembre de 1769. Avui és la seu del rectorat i està unit amb el que va ser el Seminari Tridentí, construcció de Saverio Belgrano de Famolasco.
Amb les reformes degudes a la Llei Casati (1859), Càller va tenir un nou complex universitari: l'any 1866, entre l'amfiteatre romà i la vila de Tigellio, va instal·lar el jardí botànic, el qual va ser després ampliat l'any 1910, amb la construcció de les oficines. En aquell any, prop del pont Vittorio, es va inaugurar l'Estació Biològica.

### Segle XX
Amb la renovació normativa d'Itàlia (Reforma Gentile-1923), l'any 1936 el Col·legi de Farmàcia va esdevenir com Facultat autònoma, i l'any 1938 va ser creada la Facultat de Magisteri, i un any després va començar l'activitat de la Facultat d'Enginyeria de Mines. Posteriorment, a causa de l'increment de la demanda de formació universitària es creen els Instituts Biològics i els departaments de Química General, Química Farmacèutica, Matèria Mèdica, Patologia General, Higiene, Medicina Legal, Anatomia Humana i Anatomia Patològica.
Pels mateixos motius, a la segona postguerra es formalitza la Facultat de Jurisprudència de la qual van sortir les Facultats d'Economia (1953) i la de Ciències Polítiques (1970).
Als mateixos anys es construeix l'edifici de la Clínica Mèdica i la d'Enginyeria. Seguidament es va iniciar la construcció de les seus de la Facultat de Lletres i Filosofia i de la Facultat de Magisteri, i de l'Institut de Geologia i Mineralogia. Aquestes estructures són en una vasta àrea amb el nom de Sap Duquessa, compresa entre la 'piazza d'Armi' i el barri La Vega. En la rodalia es va construir la primera Casa de l'Estudiant.
A la dècada delssetanta es va ampliar la Facultat d'Enginyeria amb un nou pavelló a la piazza d'Armi. En el mateix període es va crear la Cittadella dels museus, el més important pol museístic de la ciutat.
A la dècada dels vuitanta, amb l'augment del nombre d'habitants i de la creixent demanda dels estudiants provinents de tota la Sardenya, va comportar una enèsima modificació de les estructures. Les millores van concernir sobretot a plaça d'Armes i de la zona Sa Duquessa, on actualment s'ofereixen tots els cursos relatius als Estudis Humanístics com també al Centre Esportiu polivalent del CUS Cagliari, nascut als anys vuitanta.
Però és a la dècada dels anys noranta quan el creixement i la modernització de l'ateneu són els protagonistes: l'any 1994 és la construcció de l'ajuntament de Monserrato, poc més enllà de l'autopista estatal 554, la construcció del nou pol científic, comprenent la ciutadella universitària i la policlínica universitaria, amb el nom Duilio Casula on s'ha efectuat el trasllat de gairebé totes les estructures departamentals de les facultats de Medicina, Farmàcia i Ciències Matemàtiques, Físiques i Naturals. El complex de Monserrato representa la més important intervenció estructural de la Universitat de Càller.

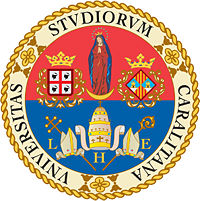
Escut
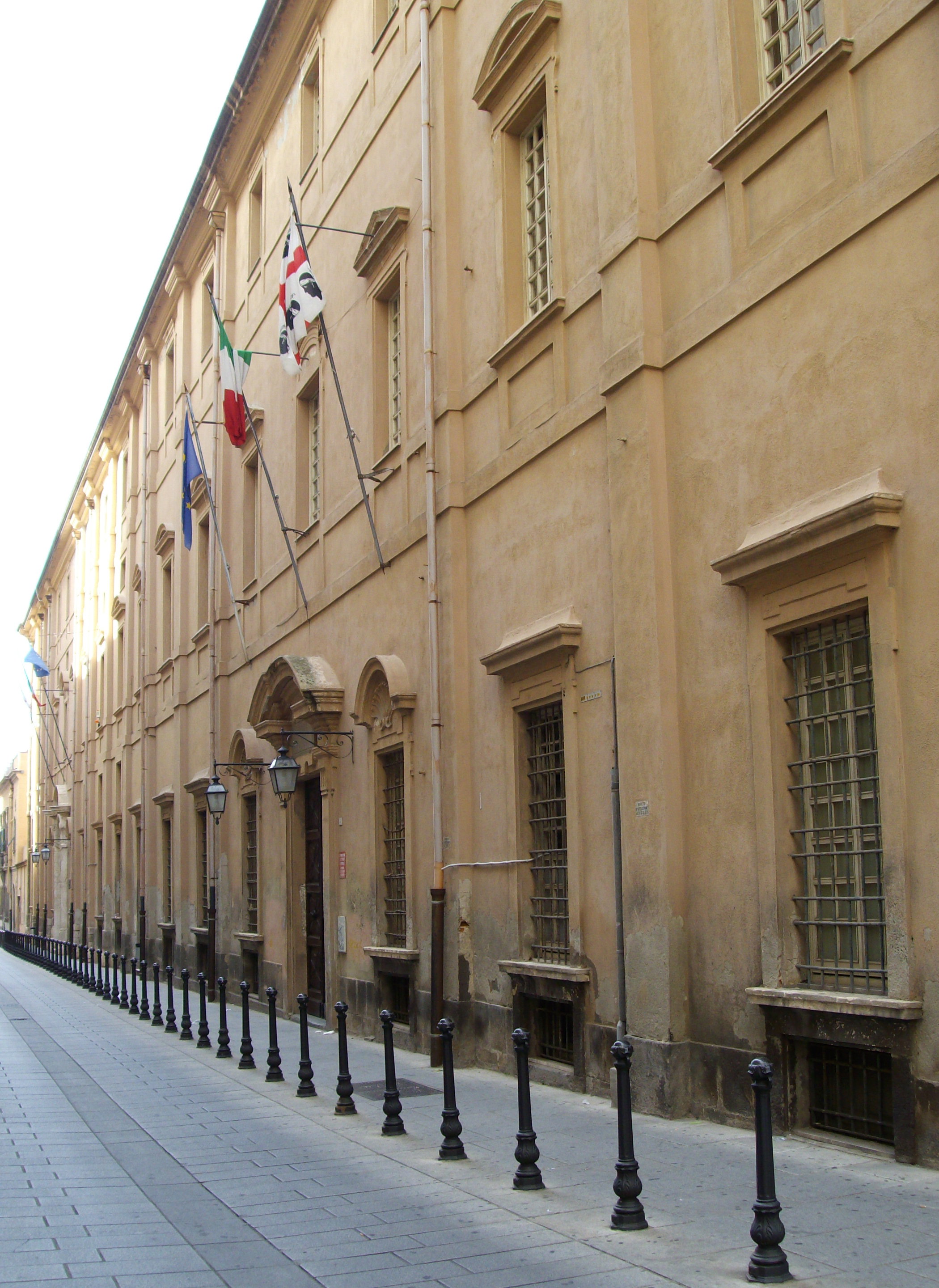
Carrer on és la Universitat
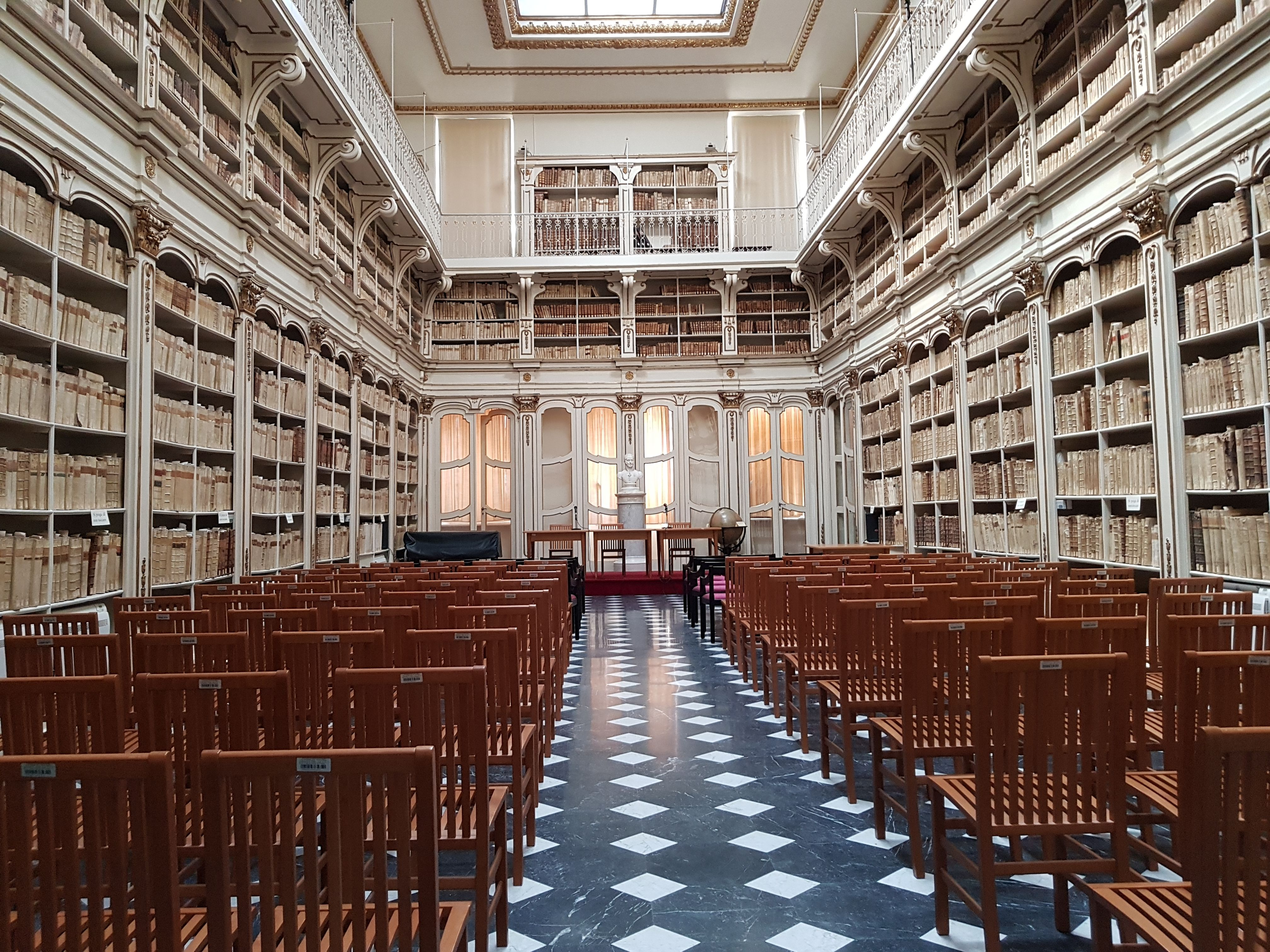
Biblioteca a l'origen
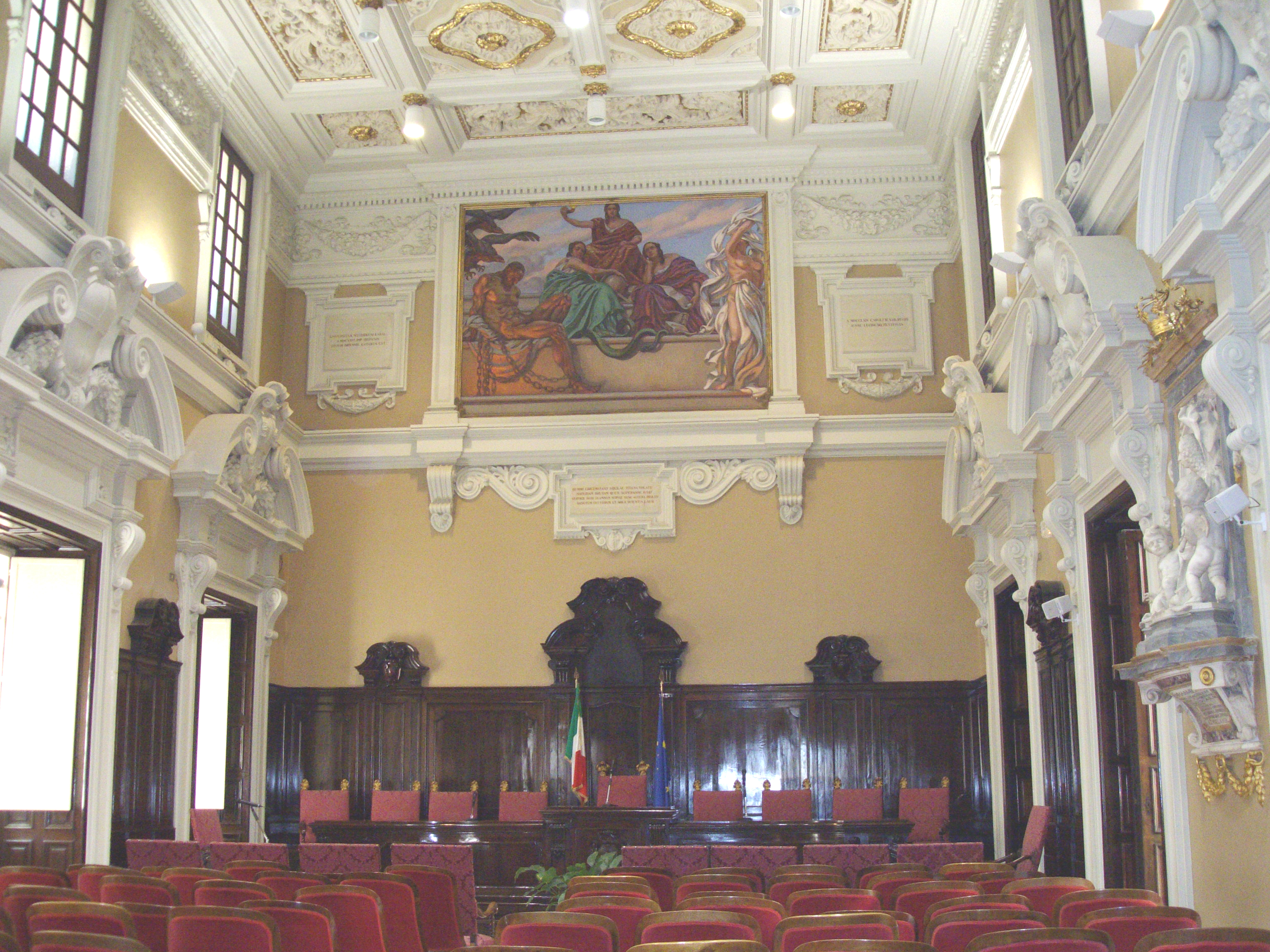
Aula Magna

## Organització
S'ofereix un ampli panorama de cursos de llicenciatura (de primer nivell i d'especialització), de primer i segon nivell, doctorats de recerca i altres activitats didàctiques, sota el nou estatut del 2012 en 6 facultats i 17 departaments. A la universitat hi ha 26 biblioteques. A l'interior de la universitat els estudiants fan radiodifusió a la web Única Ràdio.
Facultats i departaments:
- Facultats d'Estudis Humanístics amb tres departaments:

1. Pedagogia, psicologia, filosofia
2. Filologia, literatura, lingüística
3. Història, béns culturals i territori

- Facultat d'Enginyeria i Arquitectura amb tres departaments:

1. Enginyeria civil, ambiental i arquitectura
2. Enginyeria elèctrica i electrònica
3. Enginyeria mecànica, química i dels materials

- Facultat de Ciències amb tres departaments:

1. Física
2. Ciències químiques i geològiques
3. Matemàtica i informàtica

- Facultat de Biologia i Farmàcia amb dos departaments:

1. Ciències biomèdiques
2. Ciències de la vida i del medi

- Facultats de Ciències Econòmiques, Jurídiques i Polítiques amb tres departaments:

1. Jurisprudència
2. Ciències econòmiques i d'administració
3. Ciències socials i de les institucions

- Facultats de Medicina i Cirurgia amb quatre departaments:

1. Sanitat pública, medicina clínica i molecular
2. Ciències quirúrgiques
3. Ciències mèdiques
4. Ciències biomèdiques

### Museus
La Universitat de Càller administra els següents museus i col·leccions:
- Museu d'Anatomia (cera) “Clements Susini” (Departament de Citomorfologia) prop de la Ciutadella dels Museus
- Arxiu Històric (Departament d'Estudis Geogràfics i Artístics)
- Col·lecció “Luigi Piloni”
- Col·lecció Arqueològica “Evan Gorga” (Departament de Ciències Arqueològiques i Històriques-artístiques)
- Museu sard d'Antropologia i Etnografia (Departament de Biologia Experimental) prop de la Ciutadella Universitària de Monserrato
- Museu de Física (Departament de Física) prop de la Ciutadella Universitària de Monserrato
- Col·lecció d'Instruments i Aparells de Química (Departament de Ciències Químiques) prop de la Ciutadella Universitària de Monserrato
- Museu de Zoologia (Departament de Biologia Animal i Ecologia)
- Herbarium i Museu Etno-botànic (Departament de Ciències Botàniques) prop de l'Hort Botànic
- Museu sard de Geologia i Paleontologia “Domenico Lovisato”
- Museu de Mineralogia “Leonardo de Prunner“ (Departament de Ciències de la Terra)

### Empreses
La Universitat de Càller, d'acord amb les disposicions normatives de data 12/09/2005, promou, d'acord amb els seus objectius institucionals i de conformitat amb els principis generals dels seus Estatuts Socials, l'establiment de spin-offs, és a dir, empreses que tenen com a finalitat l'ús emprenedor, el desenvolupament i la comercialització, en contextos innovadors, dels resultats de la investigació científica –en particular amb referència a la recerca de la Universitat de Càller– o de nous productes i/o serveis.
Es distingeix entre:
- spin-off de la Universitat de Càller (anomenats també spin-off universitaris): societats anònimes o de responsabilitat limitada a les quals la Universitat participa en qualitat de soci;
- empreses en les quals la Universitat no té una quota de participació i es proposen i autoritzen a participar-hi a personal propi de la Universitat.

Aquestes societats representen el lloc en què el saber científic es transforma en coneixements útils per la creació de productes i serveis innovadors. Actualment les societats spin-off de la Universitat de Càller són 18, i en 6 casos la Universitat hi participa també amb el capital propi.

## Reconeixements
Aquesta universitat es va classificar en el quart lloc del rànquing de les grans universitats estatals italianes elaborades per Censis / La Repubblica l'any acadèmic 2013-2014, mentre que en el mateix any es va incloure en el rànquing 401-500 d'ARWU, el rànquing de 500 les millors universitats del món en la llista de la Universitat Jiao Tong de Xangai.